# Felfortplantning
Felfortplantning är en term som syftar på hur en approximation påverkar slutresultatet då det används i fortsatta beräkningar. 